# MC Eiht
Aaron Tyler (22. svibnja 1971.), bolje poznat po svom umjetničkom imenu MC Eiht, američki je reper iz Comptona, Kalifornije, Sjedinjenih Američkih Država. Tekstovi mnogih njegovih pjesama temelje se na njegovom životu u Comptonu. Njegovo umjetničko ime djelomično je inspirirano brojem iz umjetničkog imena repera KRS-Onea. Odabrao je riječ Eiht zbog svoje povezanosti s uličnom kulturom i pićem Olde English 800 (8 Ball) te vatrenim oružjem kalibra .38. On je de facto vođa West Coast hip-hop grupe Compton's Most Wanted čiji su ostali članovi njegovi kolege reperi iz Comptona. To su Boom Bam, Tha Chill, DJ Mike T, DJ Slip i Ant Capone. Također je poznat po svojoj ulozi kao A-Wax u filmu Opasni po društvo iz 1993. godine.

## Karijera
MC Eiht je postao poznat na West Coast hip-hop sceni zahvaljujući tome što je bio član i vođa grupe Compton's Most Wanted. Grupa je najveći uspjeh doživjela 1992. godine objavljivanjem albuma Music to Driveby. MC Eiht je 1993. godine dobio ulogu u filmu Opasni po društvo. Uz ulogu, snimio je i pjesmu "Streiht Up Menace" za soundtrack filma. Pjesma "Streiht Up Menace" opisuje nesretan život protagonista filma u lošim uvjetima američke građanske klase, te je mnogi kritičari smatraju njegovim magnum opusom. Uloga u filmu ga je potaknula da krene sa samostalnom karijerom, iako su njegova sljedeća dva albuma We Come Strapped i Death Threatz akreditirani kao MC Eiht zajedno s Compton's Most Wanted. Ti albumi se smatraju njegovim najboljima, te su objavljeni u vremenu kada je MC Eiht imao jako napete odnose s DJ Quikom. Njegovi prijatelji iz djetinjstva Boom Bam i Tha Chill bili su dio produkcije oba albuma te su zajedno s Eihtom nekoliko puta eksplicitno prozivali DJ Quika. MC Eiht je također bio povezan s uličnom bandom W 159th St Tragniew Park Compton Crips.
Izjavio je da ne želi glumiti u komedijama kako bi održao svoj javni imidž. Kasnije je glumio u niskobudžetnim filmovima Reasons, Thicker Than Water i Who Made the Potato Salad?, te je posudio glas liku Lanceu "Ryderu" Wilsonu u videoigri Grand Theft Auto: San Andreas. Njegova glazba je također bila uključena u serijal Grand Theft Auto.

## Diskografija
| - We Come Strapped (1994.) - Death Threatz (1996.) - Last Man Standing (1997.) - Section 8 (1999.) - N' My Neighborhood (2000.) - Tha8t'z Gangsta (2001.) - Underground Hero (2002.) - Hood Arrest (2003.) - Smoke in tha City (2004.) - Veterans Day (2004.) - Affiliated (2006.) - Compton's O.G. (2006.) - Which Way Iz West (2017.) | - The Pioneers (zajedno sa Spice 1) (2004.) - The New Season (zajedno s Brotha Lynch Hungom) (2004.) - Keep It Gangsta (zajedno sa Spice 1) (2006.) - It's a Compton Thang (1990.) - Straight Checkn 'Em (1991.) - Music to Driveby (1992.) - Represent (2000.) - Music to Gang Bang (2006.) |

## Vanjske poveznice
- MC Eiht na AllMusicu
- MC Eiht na Billboardu
- MC Eiht na Discogsu
- MC Eiht na Internet Movie Databaseu